# Republikanische Blätter
Die Republikanischen Blätter (Untertitel: Parteipolitisch unabhängiges Organ zur Pflege schweizerischer Gesinnung im Volke und echt republikanischer Politik im Bund, im Kanton und Gemeinden) war eine konservative Schweizer Wochenzeitschrift, die ab 1917 existierte.
Die Zeitschrift hiess 1917 zunächst Neue Republikanische Blätter und dann Schweizerische Republikanische Blätter. Von 1918 bis 1954 wurden die Republikanischen Blätter ausschliesslich von Johann Baptist Rusch verfasst, der einen vom christlichen Konservatismus geprägten, kämpferischen und humorvollen Stil pflegte und ab 1923 alleiniger Inhaber war. Die Auflage der Republikanischen Blätter stieg in den 1930er Jahren von etwa 4000 auf 8000 Exemplare. In den 1920er Jahren schrieb Rusch antisemitische Artikel und setzte sich für die «Erhaltung des nationalen Wesens» ein.